# Boneco palito

Um simples boneco palito

Um boneco palito (em inglês:  stick figure ou stickman) é um desenho simples de uma pessoa ou animal, composto por algumas linhas, curvas e pontos. Em um boneco palito, a cabeça é mais frequentemente representada por um círculo, às vezes embelezado com detalhes como olhos, boca ou cabelo. Os braços, pernas e tronco são geralmente representados por linhas retas. Detalhes como mãos, pés e pescoço podem estar presentes ou ausentes; figuras mais simples geralmente exibem uma expressão emocional ambígua ou membros desproporcionais.
O boneco palito é um símbolo universalmente reconhecível, provavelmente um dos mais conhecidos do mundo. Ele transcende o idioma, a localização, a demografia e pode traçar suas raízes por quase trinta mil anos. Sua simplicidade e versatilidade levaram o boneco a ser usado para uma variedade de propósitos: infográficos, sinalização, quadrinhos, animações, jogos, storyboards de filmes e muitos tipos de mídia visual, todos empregam o boneco. Com o advento da World Wide Web, o boneco palito tornou-se um elemento central dentro de todo um gênero de entretenimento interativo virtual conhecido como animação em flash. Durante um período de mais de duas décadas, a animação de bonecos palito impactou e moldou o cenário visual da internet.

## História

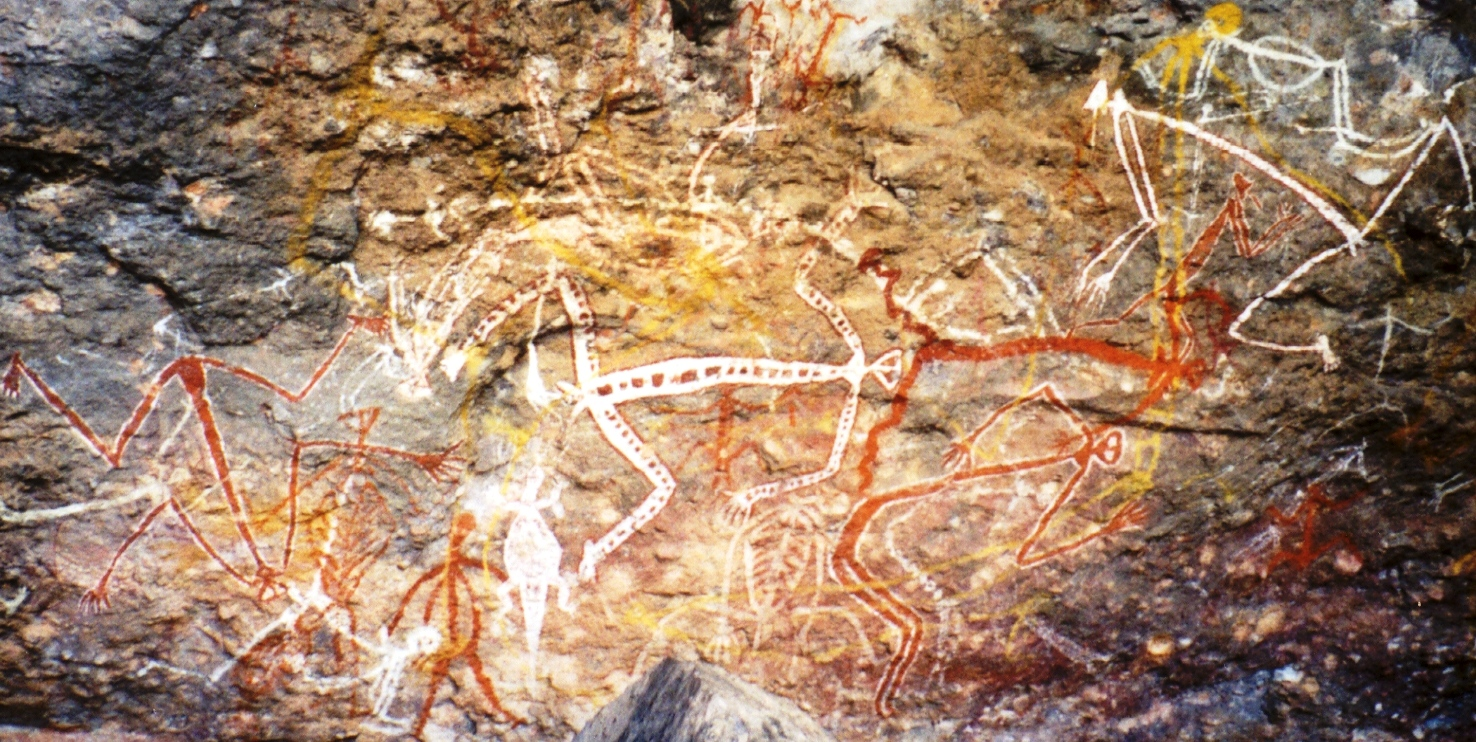
Pintura rupestre aborígene de espíritos Mimi na galeria Anbangbang em Nourlangie Rock

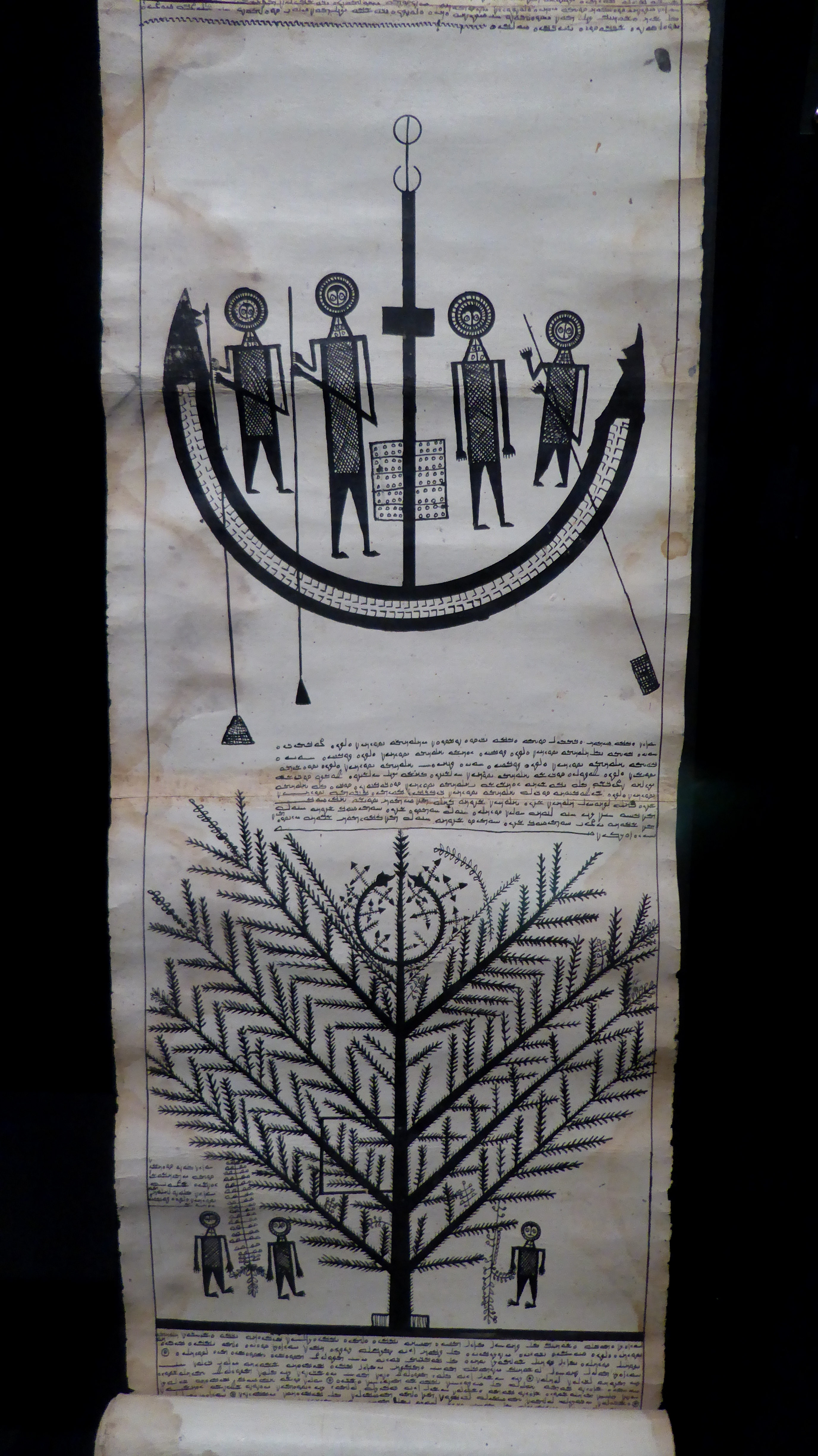
Nos manuscritos mandaicos, os utras (seres celestiais) são ilustrados com bonecos palito, como nestas ilustrações do Pergaminho de Abatur

As primeiras raízes do boneco palito estão na arte pré-histórica. Alguns dos marcadores mais reveladores e informativos do início da vida humana são pinturas rupestres e petróglifos, representações antigas que cobrem uma variedade de assuntos deixados para trás em paredes de pedra. Representações visuais de pessoas, animais e representações da vida cotidiana podem ser encontradas nas paredes de vários locais de habitação em todo o mundo, como representações de mimis na Austrália. Dezenas de milhares de anos depois, sistemas de escrita que usam imagens para palavras ou morfemas em vez de letras – as chamadas logografias, como egípcia e chinesa — começou a simplificar pessoas e outros objetos para serem usados como símbolos linguísticos.
Nos manuscritos mandaicos, os utras (seres celestiais) são ilustrados com bonecos palito.
No início da década de 1920, o sociólogo austríaco Otto Neurath desenvolveu um interesse pelo conceito de linguagem universal. Ele rapidamente estabeleceu a ideia de que, embora palavras e frases sempre pudessem ser mal interpretadas, as imagens tinham uma certa qualidade unificadora que as tornava perfeitas para seu projeto. Em 1925, Neurath começou a trabalhar no que se tornaria o sistema internacional de educação tipográfica de imagens, ou isotipo, um sistema de transmissão de avisos, estatísticas e informações gerais por meio de pictogramas padronizados e facilmente compreensíveis. Neurath fez uso significativo do design versátil do boneco para representar indivíduos e estatísticas de várias maneiras. O designer gráfico Rudolf Modley fundou a Pictorial Statistics Inc. em 1934 e trouxe o sistema isotípico para os Estados Unidos em 1972.

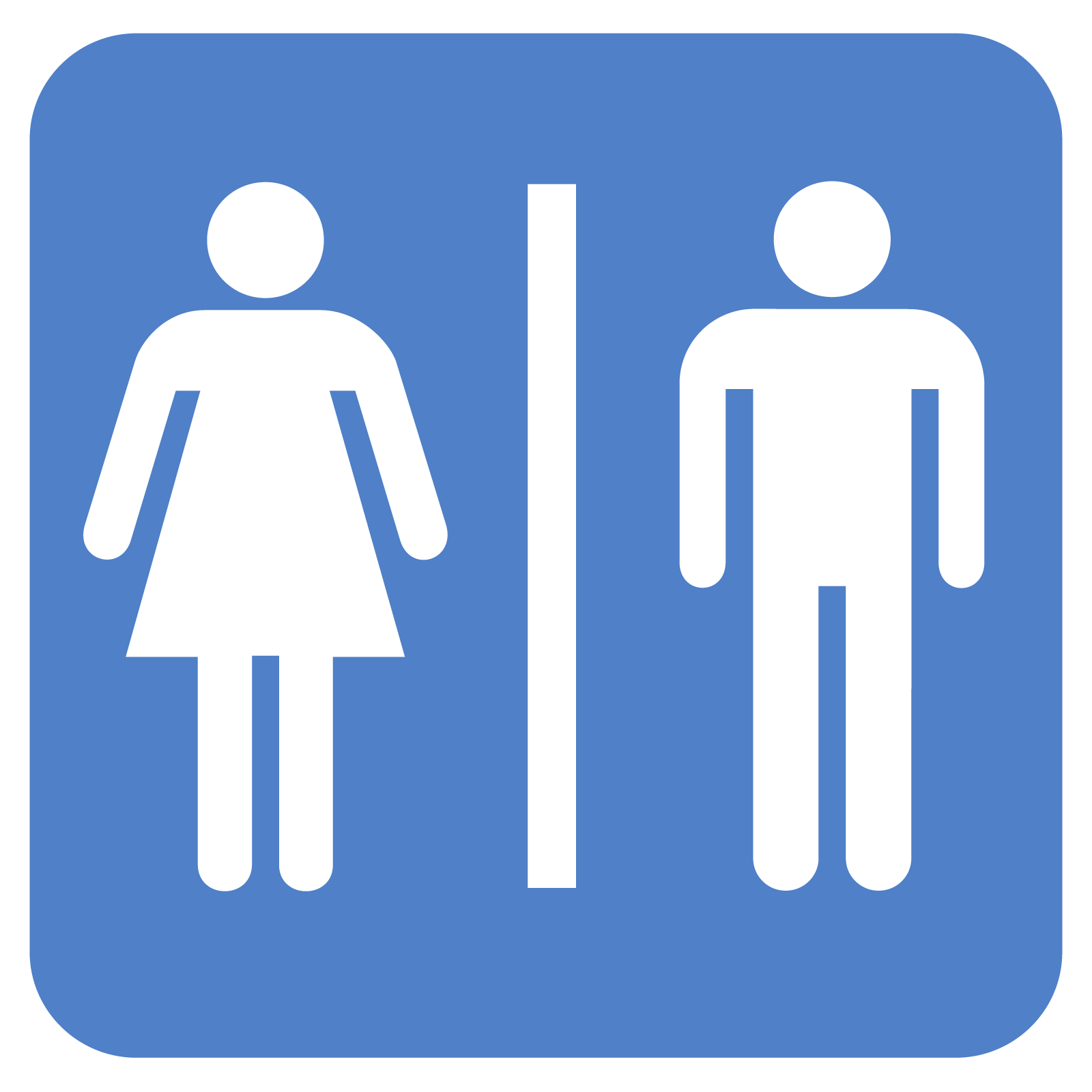
Sinal de banheiro com bonequinhos

O primeiro uso internacional de bonecos palito remonta aos Jogos Olímpicos de Verão de 1964 em Tóquio. Pictogramas criados pelos designers japoneses Masaru Katzumie e Yoshiro Yamashita formaram a base dos futuros pictogramas. Em 1972, Otto "Otl" Aicher desenvolveu as figuras geométricas arredondadas, baseadas em grades, usadas na sinalização, materiais impressos e televisão para os Jogos Olímpicos de Verão de 1972 em Munique. Com base nesses e em muitos outros conjuntos de símbolos semelhantes em uso na época, o Instituto Americano de Artes Gráficas, encomendado pelo Departamento de Transportes dos EUA, desenvolveu os pictogramas DOT: cinquenta símbolos de domínio público para uso em centros de transporte, espaços públicos, grandes eventos e outros contextos em que as pessoas falam uma grande variedade de idiomas diferentes . Os pictogramas DOT, ou símbolos derivados deles, são amplamente usados em grande parte do mundo hoje.
- Um boneco palito no pré-histórico petróglifo Leo nos Estados Unidos
- O símbolo AIGA para o bebedouro
- Símbolo do ciclismo, de Otl Aicher, nos Jogos Olímpicos de Munique de 1972
- Um vídeo exibindo o desenho de um homem palito, uma mulher palito e um cachorro palito, respectivamente